# Согво-ариги
Согво-ариги, ариг-сокпо (монг. Согво ариг) — монгольский этнос, родственный хошутам, проживающий на территории провинции Цинхай КНР. Согво-ариги вследствие своей малочисленности и продолжительного проживания в регионе Амдо в языковом и культурном отношении были ассимилированы тибетцами. Однако согво-ариги сохранили монгольское самосознание. Численность составляет 50 тыс. человек.

## Этноним
Монголов-хошутов тибетцы называют сокпо (согво). Ариг в свою очередь — название амдоского племени. Хошуты поселившиеся в регионе Амдо со временем стали называться согво-ариги или ариг-сокпо.

## История
Согво-ариги являются потомками монгольских правителей провинции Хэнань (также упоминается провинция Хунань) времён Юаньской династии. Данный факт был обнаружен французским исследователем Виконте д'Ольоне в 1906 году, когда князь согво-ариги подписал письмо с титулом «King of Ho-Nan», «Правитель [король] Хо-Нан [Хэнань]». Согласно Виконте д'Ольоне, когда монголы были изгнаны из Китая, династия правителей Хо-Нан [Хэнань] — королей без королевства — ушла в свои степи, а когда в свою очередь маньчжуры захватили империю они использовали монголов с целью держать тибетцев под контролем, по этой причине войска монголов были отправлены, чтобы утвердиться в этом регионе. Отмечается, что правители из династии Хо-Нан продолжали править вплоть до 1950-х годов, когда коммунистические власти лишили королевскую семью полномочий, по крайней мере, в отношении выступлений.
У согво-ариги до сих пор сохранились традиционные монгольские белые юрты и, что весьма примечательно, чувство осознания своей монгольской идентичности, которое они начали с особым энтузиазмом культивировать в последнее время. Примером могут служить проводимые согво-ариги различные фестивали, конференции и праздники.

## Расселение
В настоящее время согво-ариги проживают на территории Хэнань-Монгольского автономного уезда Хуаннань-Тибетского автономного округа провинции Цинхай КНР. Из 40 тыс. человек, проживающих в данном уезде, численность монголов составляет порядка 90%.